# Mittelschaeffolsheim
Mittelschaeffolsheim – miejscowość i gmina we Francji, w regionie Grand Est, w departamencie Dolny Ren.
Według danych na rok 1990 gminę zamieszkiwały 272 osoby, 103 os./km².